# مصطفى البدري
مصطفى البدري (مواليد 21 مايو 1997) لاعب كرة قدم مصري يلعب لصالح النادي الأهلي المصري. في 16 يوليو 2018 انتقل مصطفى للأهلي قادماً من نادي أسوان مقابل 3 ملايين جنية مصري.